# María Soledad Barría

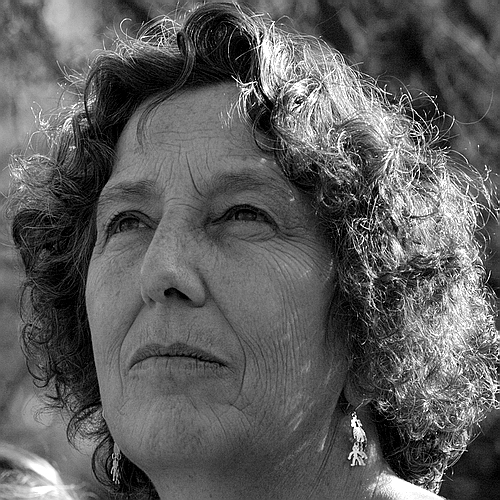
María Soledad Barría en 2005.

María Soledad Barría Iroume (née le 27 octobre 1953 à Osorno au Chili), est une médecin et femme politique chilienne. Elle a été ministre de la Santé du 11 mars 2006 au 28 octobre 2008.